# Cucumaria lamberti
Cucumaria lamberti is een zeekomkommer uit de familie Cucumariidae.
De wetenschappelijke naam van de soort werd in 1998 gepubliceerd door V.S. Levin & E.N. Gudimova.